# 25 Гидры
25 Гидры (лат. 25 Hydrae), HD 80105 — одиночная звезда в созвездии Гидры на расстоянии приблизительно 614 световых лет (около 188 парсек) от Солнца. Видимая звёздная величина звезды — +7,084m.

## Характеристики
25 Гидры — оранжевый гигант спектрального класса K0III, или K0, или G8IV. Масса — около 2,67 солнечной, радиус — около 11,731 солнечного, светимость — около 58,377 солнечной. Эффективная температура — около 5015 K.

## Планетная система
В 2019 году учёными, анализирующими данные проектов HIPPARCOS и Gaia, у звезды обнаружена планета HIP 45588 b.